# Francis Holder
Pour les articles homonymes, voir Holder.
Francis Holder, né le 28 juillet 1940 à Lille, est un homme d'affaires milliardaire français, fondateur de l'entreprise Paul.

## Vie personnelle
Francis Holder, nait le 28 juillet 1940 à Lille, fils de Julien Holder et Suzanne Mayot. Le couple possède une boulangerie à Lille, rue des Sarrazins. Après la Seconde Guerre mondiale, ils achètent à la famille Paul leur boulangerie située place de Strasbourg. Ils conserveront le nom de l'établissement, toujours connu aujourd'hui.
Il a trois enfants : Maxime, David et Elizabeth, placés à la tête des filiales du groupe.
Il possède en 2020 une fortune évaluée par Challenges à 700 millions d'euros et à 1,2 milliard d'euros par Forbes en 2021.

## Carrière

### Paul
En 1958, à la mort de son père Julien, Francis Holder reprend la boulangerie familiale et décide de diversifier l'offre proposée aux clients.
Dans les années 1960, il comprend l'essor de la grande distribution et fournit les Nouvelles Galeries, Auchan et Monoprix. C'est le début de l'industrialisation de la production de pain.
En 1972, il transforme la boulangerie historique place de Strasbourg à Lille pour rendre le four à bois et le fournil visibles par les clients. Il implante alors des boutiques dans les centres commerciaux et les centres-villes de France. En 1985, il ouvre sa première boulangerie à l'étranger, dans la ville de Barcelone. 
En 1993, il décide de changer les devantures et la décoration de ses magasins pour les rendre plus authentiques. La façade est peinte en noir et arbore l'indication « Paul, maison de qualité fondée en 1889 ».
La loi du 25 mai 1998 puis en 2016, l'article L122-17 du code de la consommation restreignant l'utilisation de l'appellation « boulangerie » lui impose d'utiliser désormais uniquement le nom de « Paul » pour ses boutiques.
Dans les années 2000, il s'installe dans des lieux encore dépourvus de ce type de magasins comme les gares, les aéroports ou les aires d'autoroute.

### Groupe Holder
En 1993, Francis Holder achète l'enseigne Ladurée.

## Controverse
En avril 2017, il annonce dans une vidéo son soutien au candidat à l'élection présidentielle François Fillon. Se présentant dans la vidéo comme « un ambassadeur » des salariés de son entreprise, son soutien provoque la colère des syndicats qui ne souhaitent pas que l'ensemble des salariés soient associés à François Fillon. Sur internet, un mouvement de boycott est lancé. Son ex-femme, Françoise Holder, soutient de son côté Emmanuel Macron dont elle est déléguée nationale. Son fils David, président de Ladurée, publie un communiqué dans lequel il « ne s’associe en aucun cas à l’annonce politique faite ce matin par M. Francis Holder. (…) La maison Ladurée respecte la liberté de penser de l’ensemble de ses collaborateurs ».

## Décorations
- Officier de la Légion d'honneur. Il est fait chevalier le 11 juillet 2008[9], puis est promu officier le 14 juillet 2019[10].